# Episodi de La famiglia Hogan (sesta stagione)
La sesta stagione della serie televisiva La famiglia Hogan è stata trasmessa in anteprima negli Stati Uniti d'America dalla CBS tra il 15 settembre 1990 e il 20 luglio 1991.
| nº | Titolo originale                    | Titolo italiano | Prima TV USA      | Prima TV Italia |
| -- | ----------------------------------- | --------------- | ----------------- | --------------- |
| 1  | California Dreamin' (Part 1)        |                 | 15 settembre 1990 |                 |
| 2  | California Dreamin' (Part 2)        |                 | 22 settembre 1990 |                 |
| 3  | The Baby Stops Here                 |                 | 29 settembre 1990 |                 |
| 4  | The Play's the Thing                |                 | 13 ottobre 1990   |                 |
| 5  | From Russia with Fries              |                 | 27 ottobre 1990   |                 |
| 6  | Ex Marks the Spot                   |                 | 3 novembre 1990   |                 |
| 7  | Come Fly with Me                    |                 | 10 novembre 1990  |                 |
| 8  | It Happened One Night... Or Did It? |                 | 17 novembre 1990  |                 |
| 9  | The Best of Friends, Worst of Times |                 | 1º dicembre 1990  |                 |
| 10 | A Sneaking Suspicion                |                 | 10 luglio 1991    |                 |
| 11 | A Family Affair                     |                 | 17 luglio 1991    |                 |
| 12 | Isn't It Romantic?                  |                 | 20 luglio 1991    |                 |
| 13 | Ho, Ho, Hogans                      |                 | 20 luglio 1991    |                 |